# Pan Island Expressway

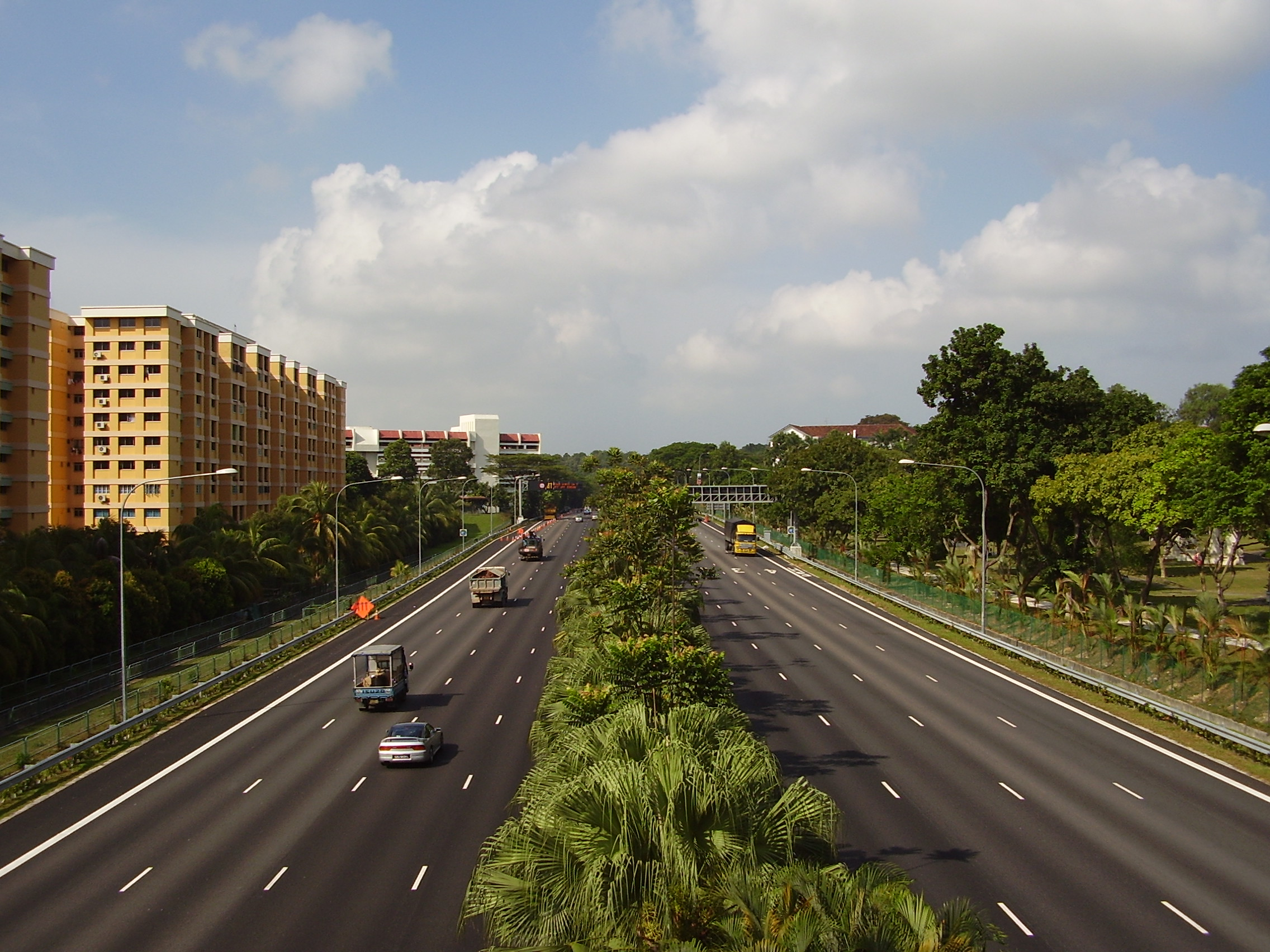

De Pan Island Expressway (PIE) (Maleis: Lebuhraya Rentas Pulau, Chinees: 泛岛高速公路, Tamil: தீவு விரைவுச்சாலை) is een autosnelweg in Singapore. De snelweg is 42 kilometer lang en verbindt de East Coast Parkway met Tuas. Het eerste deel werd afgewerkt in 1969, het laatste deel in 1992.
Pan Island Expressway ·
Ayer Rajah Expressway ·
North-South Corridor ·
East Coast Parkway ·
Central Expressway ·
Tampines Expressway ·
Kallang-Paya Lebar Expressway ·
Seletar Expressway ·
Bukit Timah Expressway ·
Kranji Expressway ·
Marina Coastal Expressway ·